# Debagarh
Debagarh est une ville indienne située dans le district de Debagarh dans l’État de l'Odisha. En 2011, sa population était de 22 390 habitants.

## Source de la traduction
- (en) Cet article est partiellement ou en totalité issu de l’article de Wikipédia en anglais intitulé « Debagarh » (voir la liste des auteurs).